# Jens Hultén
Jens Charley Hultén (Stockholm, 6 december 1963) is een Zweedse acteur.

## Biografie
In 1983 begon Hultén met vechtsporten en zo'n vijf jaar later begon hij zijn eigen vechtsportclub. Ook werkte hij enige tijd als portier, wat volgens hem de basis legde voor een alcoholverslaving. Begin jaren negentig raakte hij geïnteresseerd in acteren en meldde hij zich acht keer aan voor de toneelschool. Geen enkele keer kwam hij door de selectie. In 1999 werd hij opgenomen in een behandelcentrum voor zijn alcoholverslaving.

## Filmografie (selectie)
| Jaar        | Titel                                                  | Rol                          | Type productie     | Opmerkingen     |
| ----------- | ------------------------------------------------------ | ---------------------------- | ------------------ | --------------- |
| 1997        | Under ytan                                             | Lasse                        | Film               |                 |
| 2001        | Inspector Winter                                       | Vikingsson                   | Televisieserie     | 1 aflevering    |
| 2004        | Ørnen: En krimi-odyssé                                 | Gösta                        | Televisieserie     | 1 aflevering    |
| 2004 - 2005 | Graven                                                 | Theo Koders                  | Televisieserie     | 8 afleveringen  |
| 2005 & 2009 | Wallander                                              | Torgeir & Lindström          | Filmserie          | 2 films         |
| 2006        | Beck                                                   | Frank Boder                  | Televisieserie     | 1 aflevering    |
| 2007        | Höök                                                   | Johan Ek                     | Televisieserie     | 11 afleveringen |
| 2008        | Irene Huss                                             | John                         | Televisieserie     | 1 aflevering    |
| 2008        | Oskyldigt dömd                                         | Tore                         | Televisieserie     | 1 aflevering    |
| 2009 - 2015 | Johan Falk                                             | Seth Rydell                  | Filmserie          | 14 films        |
| 2009        | Morden                                                 | Theo Koders                  | Televisieserie     | 6 afleveringen  |
| 2010        | Inspector Winter                                       | Fredrik Halders              | Televisieserie     | 8 afleveringen  |
| 2012        | Skyfall                                                | Silva's Henchman             | Film               |                 |
| 2012        | Gåten Ragnarok                                         | Vikingkoning                 | Film               |                 |
| 2012        | De 100-jarige man die uit het raam klom en verdween    | Gäddan                       | Film               |                 |
| 2012 - 2020 | Der Kommissar und das Meer                             | Dr. Berglund & Eric Flemberg | Filmserie          | 4 films         |
| 2013        | Fjällbacka Murders - De kustrijder                     | Torkilsson                   | Film uit filmserie |                 |
| 2015        | Mission: Impossible – Rogue Nation                     | Janik Vinter                 | Film               |                 |
| 2015        | De 100-jarige man die terugkwam om de wereld te redden | Gäddan                       | Film               |                 |
| 2017        | Hassel                                                 | Leon Forsberg                | Televisieserie     | 7 afleveringen  |
| 2018        | Alpha                                                  | Xi                           | Film               |                 |
| 2018        | Conspiracy of Silence                                  | Robert Kastell               | Televisieserie     | 8 afleveringen  |
| 2020 - 2022 | Bäckström                                              | Tomas Eriksson               | Televisieserie     | 11 afleveringen |
| 2022        | Partisan                                               | Bengt                        | Televisieserie     | 5 afleveringen  |
| 2023        | Ondskan                                                | Tosse Berg                   | Televisieserie     | 5 afleveringen  |